# Green Bay Packers 2009
La stagione 2009 dei Green Bay Packers è stata la 89ª della franchigia nella National Football League. La stagione regolare si chiuse con un record di 11–5, perdendo nel primo turno di playoff contro gli Arizona Cardinals. La squadra segnò l’allora record di franchigia con 461 punti, superando i 456 della vittoria del Super Bowl nel 1996. Charles Woodson fu premiato come difensore dell’anno dopo avere guidato la lega con 9 intercetti. La difesa si classificò al primo posto della lega contro le corse.

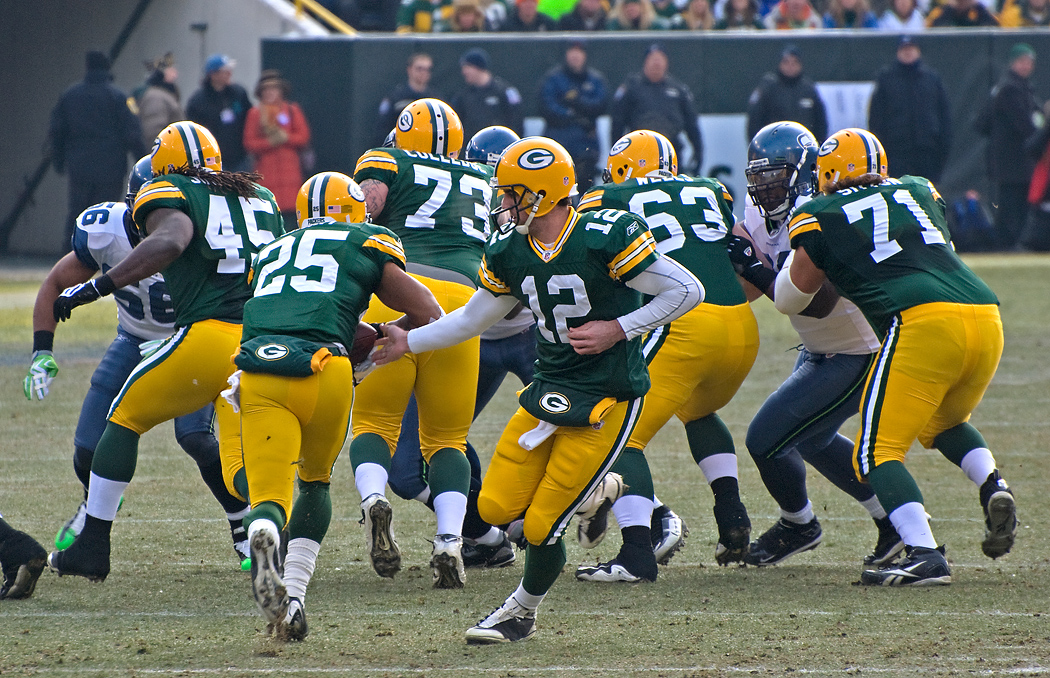
Aaron Rodgers mentre consegna il pallone a Ryan Grant il 27 dicembre 2009

## Roster
| Roster dei Green Bay Packers nel 2009 |
| --- |
| Quarterback - Matt Flynn - Aaron Rodgers Running Back - Ryan Grant - Ahman Green - Korey Hall FB - Brandon Jackson - Quinn Johnson FB - John Kuhn FB Wide Receiver - Donald Driver - Greg Jennings - James Jones - Jordy Nelson - Patrick Williams Tight End - Jermichael Finley - Spencer Havner - Donald Lee Offensive Linemen - Allen Barbre T - Chad Clifton T - Daryn Colledge G - Evan Dietrich-Smith C - Breno Giacomini T - T.J. Lang G - Josh Sitton G - Mark Tauscher T - Scott Wells C Defensive Linemen - Cullen Jenkins DE - Johnny Jolly DE - Michael Montgomery DE - Ryan Pickett NT - B.J. Raji NT - Anthony Toribio NT - Jarius Wynn DE Linebacker - Nick Barnett ILB - Desmond Bishop ILB - Brandon Chillar ILB - A.J. Hawk ILB - Brad Jones OLB - Clay Matthews OLB - Cyril Obiozor OLB - Brady Poppinga OLB Defensive Back - Josh Bell CB - Atari Bigby SS - Jarrett Bush CB - Nick Collins FS - Trevor Ford CB - Matt Giordano FS - Derrick Martin SS - Brandon Underwood CB - Tramon Williams CB - Charles Woodson CB Special Team - Mason Crosby K - Brett Goode LS - Jeremy Kapinos P Lista delle riserve - Will Blackmon CB (IR) - Travis Dekker TE (Military) - Devin Frischknecht TE (IR) - Justin Harrell DE (IR) - Al Harris CB (IR) - Pat Lee CB (IR) - Aaron Kampman DE (IR) - Jason Spitz G (IR) - Brett Swain WR (IR) - Jeremy Thompson OLB (IR) - DeShawn Wynn RB (IR) Squadra di allenamento - D.J. Clark CB - Tom Crabtree TE - Stanley Daniels G - Robert Francois ILB - Khalil Jones WR - Kregg Lumpkin RB - Chris Pizzotti QB - Ronald Talley DE |
| Legenda - I rookie sono in corsivo. - Il primo ruolo è il principale mentre gli eventuali successivi indicano i ruoli secondari. - (IR) sta per Injured Reserve ed indica la lista ristretta per un solo giocatore infortunato che può tornare ad allenarsi dopo la settimana 6 e a rientrare in prima squadra dopo che questa ha giocato 8 partite. - (NF-Inj.) / (NF-Ill.) stanno rispettivamente per Non-Football Injured e Non-Football Illness ed indicano le liste dove viene inserito un giocatore che ha un infortunio o una malattia non dipendente dal football americano. - (PUP) sta per Physically Unable to Perform ed indica la lista dove viene inserito un giocatore mentre è in attesa di recuperare la condizione fisica. Nella stagione regolare dopo la sesta partita giocata dalla propria squadra, il giocatore ha tempo tre settimane per riprendere ad allenarsi, più tre settimane aggiuntive dal suo rientro agli allenamenti per rientrare in prima squadra. |

## Calendario
| Stagione regolare |                    |                         |                    |                    |                               |                    |                    |                    |                    |
| Turno             | Data               | Avversario              | Risultato          | Record             | Stadio                        | Sintesi            |                    |                    |                    |
| 1                 | 13 settembre       | Chicago Bears           | V 21–15            | 1–0                | Lambeau Field                 | Recap              |                    |                    |                    |
| 2                 | 20 settembre       | Cincinnati Bengals      | S 24–31            | 1–1                | Lambeau Field                 | Recap              |                    |                    |                    |
| 3                 | 27 settembre       | at St. Louis Rams       | V 36–17            | 2–1                | Edward Jones Dome             | Recap              |                    |                    |                    |
| 4                 | 5 ottobre          | at Minnesota Vikings    | S 23–30            | 2–2                | Hubert H. Humphrey Metrodome  | Recap              |                    |                    |                    |
| 5                 | Settimana di pausa | Settimana di pausa      | Settimana di pausa | Settimana di pausa | Settimana di pausa            | Settimana di pausa | Settimana di pausa | Settimana di pausa | Settimana di pausa |
| 6                 | 18 novembre        | Detroit Lions           | V 26–0             | 3–2                | Lambeau Field                 | Recap              |                    |                    |                    |
| 7                 | 25 ottobre         | at Cleveland Browns     | V 31–3             | 4–2                | Cleveland Browns Stadium      | Recap              |                    |                    |                    |
| 8                 | 1 novembre         | Minnesota Vikings       | S 26–38            | 4–3                | Lambeau Field                 | Recap              |                    |                    |                    |
| 9                 | 8 novembre         | at Tampa Bay Buccaneers | S 28–38            | 4–4                | Raymond James Stadium         | Recap              |                    |                    |                    |
| 10                | 15 novembre        | Dallas Cowboys          | V 17–7             | 5–4                | Lambeau Field                 | Recap              |                    |                    |                    |
| 11                | 22 novembre        | San Francisco 49ers     | V 30–24            | 6–4                | Lambeau Field                 | Recap              |                    |                    |                    |
| 12                | 26 novembre        | at Detroit Lions        | V 34–12            | 7–4                | Ford Field                    | Recap              |                    |                    |                    |
| 13                | 7 dicembre         | Baltimore Ravens        | V 27–14            | 8–4                | Lambeau Field                 | Recap              |                    |                    |                    |
| 14                | 13 dicembre        | at Chicago Bears        | V 21–14            | 9–4                | Soldier Field                 | Recap              |                    |                    |                    |
| 15                | 20 dicembre        | at Pittsburgh Steelers  | S 36–37            | 9–5                | Heinz Field                   | Recap              |                    |                    |                    |
| 16                | 27 dicembre        | Seattle Seahawks        | V 48–10            | 10–5               | Lambeau Field                 | Recap              |                    |                    |                    |
| 17                | 3 gennaio          | at Arizona Cardinals    | V 33–7             | 11–5               | University of Phoenix Stadium | Recap              |                    |                    |                    |

Note: gli avversari della propria division sono in grassetto.

### Playoff
| Playoff   |                 |                          |               |        |                               |
| Turno     | Data            | Avversario               | Risultato     | Record | Stadio                        |
| Wild Card | 10 gennaio 2010 | at Arizona Cardinals (4) | S 45–51 (DTS) | 11–6   | University of Phoenix Stadium |

## Classifiche
| NFC North             |    |    |   |      |     |      |     |     |     |
|                       | V  | S  | P | %    | DIV | CONF | PF  | PS  | STR |
| (2) Minnesota Vikings | 12 | 4  | 0 | .750 | 5–1 | 9–3  | 470 | 312 | V1  |
| (5) Green Bay Packers | 11 | 5  | 0 | .688 | 4–2 | 9–3  | 461 | 297 | V2  |
| Chicago Bears         | 7  | 9  | 0 | .438 | 3–3 | 5–7  | 327 | 375 | V2  |
| Detroit Lions         | 2  | 14 | 0 | .125 | 0–6 | 1–11 | 262 | 494 | S6  |